# Дугојница
Дугојница је насеље у Србији у општини Сурдулица у Пчињском округу. Према попису из 2022. било је 201 становник.

## Географија
Дугојница има сличан положај као и суседно Биновце; лежи на граници гребана Церовац са запада и Масуричког Поља са истока. Поменути гребен мештанима служи као паша за сточарство док је поље подесно за земљорадњу. Дугојница је село збијеног типа. Разликују се махале, које се зову по главнијим родовима или положају (Горња Махала).

### Земље и шуме
Топографски називи по граници атара носе ове називе. Церовац, Средњи Рид, Тршевина, Попова Глава, Горњи и Доњи Дренов Луг, Рупа и Под Село. Унутрашњи делови атара зову се: Селиште, Сутеска, Џелилова Корија, Трепешница и Жабљак.

## Постанак села, старине и прошлост
Попова Глава је узвишење југоисточно од села. Ту је некада била „српска црква, која је пропала после косовске битке“. На Поповој Глави данас се познају зидови од храма, местимично високи око метар. Црква је била у положају исток-запад, дуга око 10 а широка око 5 метара и посвећена Св. Илији. Испод узвишења Попова Глава у низији налази се место Селиште, данас под њивама и ливадама. Како се казује, овде је било старо српско село. Томе селу припадала је и црква на Поповој Глави. На Селишту у њивама становници наилазе на камен од ранијих кућа. Цркву и сели срушили су Турци у исто време. Народ прича, да су тада многе српске девојке „поскакале у бунар“ – налазио се испод цркве, да не би биле заробљене од Турака.
Иза наведеног догађаја земља овог села и земља у ближој околини била је „двеста година пуста“. Затим су досељени Арбанаси најпре обновили суседно село Масурицу. Иза тога су обновили и данашњу Дугојницу и друга оближња насеља. Дугојница је основана на почетку XIX века. Оснивачи села били су арбанашки и српски родови. До ослобођења од Турака село је нарасло на 26 кућа, 16 арбанашких – углавном од фиса Гаши, 7 циганских и три српске. Најплоднија земља била је арбанашка, док су Цигани и Срби код њих радили као момци и чифчије. Срби су имали и нешто своје, али недовољно плодне земље. Арбанаси из Дугојнице иселили су се, изузев једног рода, 1878. године. По имену знају се се ове породице; Аметовци, Авди Коља, Дестанови, Шерифови, Ајдинови и Бекташови. Арбанашку земљу купили су досељени Срби. Арбанаси су у Дугојници имали џамију и гробље поред ње. Налазила се у данашњој Горњој Махали. Од џамије се данас не познаје ништа. Муслиманско гробље је очувано јер се у њему и данас сахрањују поједини сеоски муслимани – Цигани и други.
Стара сеоска слава је Св. Илија. Пре 30 година ова слава је напуштена, јер исту славу има и суседна Сувојница због чега у Дугојницу не долазе гости. Село сада слави „Белу Недељу“, прва недеља после Духова. Од када имају другу славу, мештани кажу, да у њиховом селу није падао град. Око 1900. године код црквишта на Поповој Глави основано је ново гробље. Раније су умрле становнике – Србе – сахрањивали у Сувојници.

### Други светски рат
Пре Другог светског рата, село је имало 87 домаћинстава, са око 500 становника. Главно занимање становника је била пољопривреда. Између два рата село је било познато по опозицији према режиму Краљевине Југославије. У то време у селу је био развијен задружни покрет, а задруга поред своје основне намене била је и место за окупљање и састанке напредних становника.
У току Народноослободилачког покрета Југославије (НОП), активна сарадња долази до широког изражаја у другој половини 1942. године. Својом активношћу од самог почетка, напредни људи овог села спречили су стварање четничког покрета, који су неколико њих из села покушали да организују.
Због сарадње са НОП-ом, војска и полиција фашистичке Бугарске чешће су вршиле претрес села, пљачкале, малтретирале и убијале становнике. Посебан злочин починили су априла 1944. године, када су на убили једног сарадника НОП-а старог скоро 60 година.
У НОБ из Дугојнице било је 49 бораца, од којих су пет погинула.

## Демографија
У насељу Дугојница живи 217 пунолетних становника, а просечна старост становништва износи 39,6 година (38,5 код мушкараца и 40,5 код жена). У насељу има 81 домаћинство, а просечан број чланова по домаћинству је 3,40.
Ово насеље је у потпуности насељено Србима (према попису из 2002. године), а у последња три пописа, примећен је пад у броју становника.
|  |

| Демографија | Демографија | Демографија |
| Година      | Становника  | Становника  |
| ----------- | ----------- | ----------- |
| 1948.       | 418         |             |
| 1953.       | 465         |             |
| 1961.       | 461         |             |
| 1971.       | 432         |             |
| 1981.       | 330         |             |
| 1991.       | 288         | 285         |
| 2002.       | 275         | 277         |
| 2011.       | 246         |             |
| 2022.       | 201         |             |

| Етнички састав према попису из 2002.‍ | Етнички састав према попису из 2002.‍ | Етнички састав према попису из 2002.‍ | Етнички састав према попису из 2002.‍ | Етнички састав према попису из 2002.‍ |
| ------------------------------------ | ------------------------------------ | ------------------------------------ | ------------------------------------ | ------------------------------------ |
|                                      |                                      |                                      |                                      |                                      |
| Срби                                 | Срби                                 |                                      | 275                                  | 100,0%                               |

| Година пописа     | 1948. | 1953. | 1961. | 1971. | 1981. | 1991. | 2002. |
| ----------------- | ----- | ----- | ----- | ----- | ----- | ----- | ----- |
| Број домаћинстава | 77    | 88    | 110   | 101   | 80    | 83    | 81    |

| Број чланова      | 1 | 2  | 3 | 4  | 5  | 6 | 7 | 8 | 9 | 10 и више | Просек |
| ----------------- | - | -- | - | -- | -- | - | - | - | - | --------- | ------ |
| Број домаћинстава | 9 | 24 | 7 | 18 | 14 | 8 | 1 | 0 | 0 | 0         | 3,40   |

| Пол    | Укупно | Неожењен/Неудата | Ожењен/Удата | Удовац/Удовица | Разведен/Разведена | Непознато |
| ------ | ------ | ---------------- | ------------ | -------------- | ------------------ | --------- |
| Мушки  | 107    | 22               | 73           | 8              | 4                  | 0         |
| Женски | 122    | 28               | 71           | 18             | 5                  | 0         |
| УКУПНО | 229    | 50               | 144          | 26             | 9                  | 0         |

| Пол    | Укупно                    | Пољопривреда, лов и шумарство | Рибарство                            | Вађење руде и камена | Прерађивачка индустрија       |
| ------ | ------------------------- | ----------------------------- | ------------------------------------ | -------------------- | ----------------------------- |
| Мушки  | 49                        | 1                             | 0                                    | 0                    | 33                            |
| Женски | 28                        | 0                             | 0                                    | 0                    | 22                            |
| УКУПНО | 77                        | 1                             | 0                                    | 0                    | 55                            |
| Пол    | Производња и снабдевање   | Грађевинарство                | Трговина                             | Хотели и ресторани   | Саобраћај, складиштење и везе |
| Мушки  | 3                         | 1                             | 3                                    | 0                    | 6                             |
| Женски | 0                         | 0                             | 1                                    | 0                    | 0                             |
| УКУПНО | 3                         | 1                             | 4                                    | 0                    | 6                             |
| Пол    | Финансијско посредовање   | Некретнине                    | Државна управа и одбрана             | Образовање           | Здравствени и социјални рад   |
| Мушки  | 0                         | 0                             | 1                                    | 0                    | 0                             |
| Женски | 0                         | 0                             | 0                                    | 0                    | 4                             |
| УКУПНО | 0                         | 0                             | 1                                    | 0                    | 4                             |
| Пол    | Остале услужне активности | Приватна домаћинства          | Екстериторијалне организације и тела | Непознато            | Непознато                     |
| Мушки  | 0                         | 0                             | 0                                    | 1                    | 1                             |
| Женски | 0                         | 0                             | 0                                    | 1                    | 1                             |
| УКУПНО | 0                         | 0                             | 0                                    | 2                    | 2                             |

### Порекло родова
Дугојница је претежно српско село. Некада мање групе су представљали Цигани и Арбанаси.
Срби:
У старинце се рачунају:
- Маркоски, Аранђеловдан;
- Гоцини, Митровдан и:
- Дичини, Аранђеловдан.
Ови родови спадају у осниваче села. Изгледа да потичу од предака који су преживели догађаје у коме су рушена стара српска села у околини Масурице.
Досељени по ослобођењу од Турака:
- Ранђеловци, Аранђеловдан, су досељени из Клисуре у Знепољу. Име су добили по досељеном претку Ранђелу, који се доселио као самац и овде оженио.
- Спасини, Св. Оци, су досељени из Себе Врања. Тамо имају рођаке. Даље порекло им је „од куд Љубате“ код Босилеграда.
- Поповци, Никољдан. Оснивач рода, као свештеник, из околине Ђаковице у Метохији најпре је дошао у Клисурицу код Врањске Бање. После је купио земљу у Дугојници и ту се преселио.
- Клисурци, Савиндан, су досељени из Клисурице код Врањске Бање. Оснивач рода у Дугојници звао се Тома – који је зет Поповцима. У Клисурици су им род Крстини, чије је даље порекло из Стајевца у Горњој Пчињи.
- Буштрањци, Никољдан, су досељени из Великог Буштрања.
- Јанковићи, Аранђеловдан, и:
- Михајловићи, Никољдан, су досељени из Ђерекара у Горњој Пчињи.
- Џонинци, Аранђеловдан, су досељени из Сувојнице где су били старинци.
- Николићи, Аранђеловдан;
- Стојковци, Никољдан, и:
- Јанчићи, Никољдан, су досељени из Претине код Бујановца. Даље порекло им је из Горње Пчиње.
- Величковићи, Никољдан, су из Стубле.
- Стојковићи, Аранђеловдан, су досељени из Доњег Требешиња код Врања. Тамо су се звали Тегарци. Даља старина им је из Сурдула.
Некадашњи становници
- Роми:

У Дугојници је било 18 породица муслиманских Рома. Деле се на родове:
- Ајдинови, Селимови, Раимови и Раманови.
Цигани у овом селу су живели од турског доба. Своју земљу нису имали. Издржавали су се од тога што су се бавили свирачином, гајењем дувана на туђим њивама и радили као „исполџије“.
- Арбанаси:

- Аџијини су једини заостао род од Арбанаса који су овде живели од турског доба. Они су били у „крвној завади“ са неким исељеним Арбанасима и згбог тога су 1878. године остали у свом старом селу. Некадашње породице су од синова Амиџикових – умро као хоџа 1928. године. Његови синови нису знали да говоре арбанашки. Један од њих је био ожењен Српкињом из Дугојнице а други је за жену довео муслиманку из Босне.

## Култура
На сабору трубача у Гучи 1966. године победу је однео дувачки оркестар Дурмиша Саћиповића из Дугојнице. Дурмиш је једну своју композицију посветио овом селу и назвао је "Дугојничко коло". Од 1996. године Саћипвић има звање мајстора трубе.

## Пољопривреда
У Дугојници се већина мештана, чак око 85%, бави производњом малина.